# Brandon Ingram
Brandon Xavier Ingram (ur. 2 września 1997 w Kinston) – amerykański koszykarz, występujący na pozycji niskiego skrzydłowego, obecnie zawodnik New Orleans Pelicans.
Ingram karierę koszykarską zaczynał w szkole średniej Kinston High School. Wraz z zespołem cztery raz z rzędu wygrywał mistrzostwa stanowe. W swoim ostatnim sezonie zdobywał średnio 24,3 punktu, 10,4 zbiórki, 3,6 asysty i 3 bloki na mecz. W 2015 roku wziął udział w meczach McDonald’s All-American Game, w którym zdobył 15 punktów i 5 zbiórek oraz Nike Hoop Summit, w którym uzyskał 12 punktów. Ingram był uznawany za jednego z najlepszych zawodników szkół średnich w swoim roczniku; był trzeci w rankingach ESPN i Scout.com i czwarty w rankingu Rivals.com. 27 kwietnia 2015 ogłosił, że w następnym sezonie dołączy do Duke Blue Devils.
W sezonie 2015/16 w barwach Blue Devils, Ingram zdobywał średnio 17,3 punktu, 6,8 zbiórki i 2 asysty na mecz. Wraz z zespołem doszedł do fazy Sweet Sixteen (1/8 finału) turnieju NCAA; Ingram w trzech meczach turnieju uzyskiwał średnio 23 punkty, 6,3 zbiórki i 2,7 asysty. Został wybrany Debiutantem Roku Konferencji ACC (ang. ACC Freshman of the Year) oraz został włączony do drugiej piątki konferencji. 4 kwietnia 2016 zadeklarował swój udział w drafcie NBA.
23 czerwca 2016 w drafcie NBA 2016, Ingram został wybrany z 2. numerem przez Los Angeles Lakers.
6 lipca 2019 trafił w wyniku wymiany do New Orleans Pelicans. 31 sierpnia 2020 ogłoszono, że Ingram został laureatem nagrody NBA Most Improved Player Award za sezon 2019/20.

## Osiągnięcia
Stan na 13 września 2023, na podstawie, o ile nie zaznaczono inaczej.

### NCAA
- Uczestnik rozgrywek Sweet 16 turnieju NCAA (2016)
- Najlepszy pierwszoroczny zawodnik ACC (2016)[12]
- Zaliczony do:
  - I składu najlepszych pierwszorocznych zawodników ACC (2016)
  - II składu ACC (2016)
  - honorable mention All-American (2016 przez Associated Press)
- Najlepszy pierwszoroczny zawodnik tygodnia ACC (7.12.2015, 4.01.2016, 11.01.2016, 15.02.2016)

### NBA
- Laureat nagrody – największy postęp NBA (2020)[10]
- Uczestnik:
  - meczu gwiazd NBA (2020)[13]
  - Rising Stars Challenge (2017, 2018)[14]
- Zaliczony do II składu debiutantów NBA (2017)[15]

### Reprezentacja
- Uczestnik mistrzostw świata (2023 – 4. miejsce)[16]

## Statystyki

### NCAA
Na podstawie.
| Sezon   | Drużyna | M  | S5 | MPG  | FG%   | 3P%   | FT%   | RPG | APG | SPG | BPG | PPG  |
| ------- | ------- | -- | -- | ---- | ----- | ----- | ----- | --- | --- | --- | --- | ---- |
| 2015/16 | Duke    | 36 | 34 | 34,6 | 44,2% | 41,0% | 68,2% | 6,8 | 2,0 | 1,1 | 1,4 | 17,3 |

### NBA
Stan na koniec sezonu 2023/24, na podstawie.

#### Sezon regularny
| Sezon   | Drużyna     | M   | S5  | MPG  | FG%   | 3P%   | FT%   | RPG | APG | SPG | BPG | PPG  |
| ------- | ----------- | --- | --- | ---- | ----- | ----- | ----- | --- | --- | --- | --- | ---- |
| 2016/17 | L.A. Lakers | 79  | 40  | 28,8 | 40,2% | 29,4% | 62,1% | 4,0 | 2,1 | 0,6 | 0,5 | 9,4  |
| 2017/18 | L.A. Lakers | 59  | 59  | 33,5 | 47,0% | 39,0% | 68,1% | 5,3 | 3,9 | 0,8 | 0,7 | 16,1 |
| 2018/19 | L.A. Lakers | 52  | 52  | 33,8 | 49,7% | 33,0% | 67,5% | 5,1 | 3,0 | 0,5 | 0,6 | 18,3 |
| 2019/20 | New Orleans | 62  | 62  | 33,9 | 46,3% | 39,1% | 85,1% | 6,1 | 4,2 | 1,0 | 0,6 | 23,8 |
| 2020/21 | New Orleans | 61  | 61  | 34,3 | 46,6% | 38,1% | 87,8% | 4,9 | 4,9 | 0,7 | 0,6 | 23,8 |
| 2021/22 | New Orleans | 55  | 55  | 34,0 | 46,1% | 32,7% | 82,6% | 5,8 | 5,6 | 0,6 | 0,5 | 22,7 |
| 2022/23 | New Orleans | 45  | 45  | 34,2 | 48,4% | 39,0% | 88,2% | 5,5 | 5,8 | 0,7 | 0,4 | 24,7 |
| 2023/24 | New Orleans | 64  | 64  | 32,9 | 49,2% | 35,5% | 80,1% | 5,1 | 5,7 | 0,8 | 0,6 | 20,8 |
| Razem   |             | 477 | 438 | 33,0 | 46,8% | 36,2% | 78,6% | 5,2 | 4,3 | 0,7 | 0,6 | 19,4 |

#### Play-offy
| Sezon   | Drużyna     | M  | S5 | MPG  | FG%   | 3P%   | FT%   | RPG | APG | SPG | BPG | PPG  |
| ------- | ----------- | -- | -- | ---- | ----- | ----- | ----- | --- | --- | --- | --- | ---- |
| 2021/22 | New Orleans | 6  | 6  | 39,3 | 47,5% | 40,7% | 83,0% | 6,2 | 6,2 | 0,7 | 0,3 | 27,0 |
| 2023/24 | New Orleans | 4  | 4  | 36,3 | 34,5% | 25,0% | 89,5% | 4,5 | 3,3 | 1,0 | 1,3 | 14,3 |
| Razem   |             | 10 | 10 | 38,1 | 43,4% | 37,1% | 84,8% | 5,5 | 5,0 | 0,8 | 0,7 | 21,9 |